# Canton (Dakota del Sur)
Canton es una ciudad ubicada en el condado de Lincoln en el estado estadounidense de Dakota del Sur. En el Censo de 2010 tenía una población de 3.057 habitantes y una densidad poblacional de 366,33 personas por km².

## Geografía
Canton se encuentra ubicada en las coordenadas 43°18′12″N 96°35′3″O / 43.30333, -96.58417. Según la Oficina del Censo de los Estados Unidos, Canton tiene una superficie total de 8.34 km², de la cual 8.27 km² corresponden a tierra firme y (0.87%) 0.07 km² es agua.

## Demografía
Según el censo de 2010, había 3.057 personas residiendo en Canton. La densidad de población era de 366,33 hab./km². De los 3.057 habitantes, Canton estaba compuesto por el 95.85% blancos, el 0.26% eran afroamericanos, el 1.28% eran amerindios, el 0.75% eran asiáticos, el 0% eran isleños del Pacífico, el 0.23% eran de otras razas y el 1.64% pertenecían a dos o más razas. Del total de la población el 1.67% eran hispanos o latinos de cualquier raza.